# Уильямс, Гарри (футболист, 1898)
Ге́нри А́рчибалд Уи́льямс (англ. Henry Archibald Williams; 29 июля 1898 — 8 апреля 1980), более известный как Га́рри Уи́льямс (англ. Harry Williams) — английский футболист, левый инсайд. Выступал за английские клубы «Сандерленд», «Честерфилд», «Манчестер Юнайтед» и «Брентфорд».

## Футбольная карьера
Родился в Хакнолл-Токард, графство Ноттингемшир. Выступал за местный клуб «Хакнолл Олимпик». В 1918 году стал игроком «Сандерленда». В основном составе "чёрных котов дебютировал только в сезоне 1920/21, сыграв один матч в Первом дивизионе.
В 1921 году перешёл в клуб «Честерфилд», выступавший в Мидлендской футбольной лиге. По итогам сезона 1920/21 «Честерфилд» вышел в Третий северный дивизион Футбольной лиги. Уильямс успешно выступил в новом турнире, забив 10 мячей в 28 матчах того сезона.
В мае 1922 года Уильямс перешёл в «Манчестер Юнайтед», который на тот момент выступал во Втором дивизионе. Дебютировал за клуб в первом матче сезона 1922/23 против «Кристал Пэлас» на стадионе «Олд Траффорд»; матч завершился победой «Юнайтед» со счётом 2:1. Всего в сезоне 1922/23 провёл за клуб 5 матчей (все — в рамках лиги) и забил 2 мяча (2 сентября — против «Кристал Пэлас» на выезде и 9 сентября — против «Вулверхэмптон Уондерерс» на выезде).
В сентябре 1923 года перешёл в клуб «Брентфорд», который выступал в Третьем южном дивизионе. Провёл в команде два сезона, сыграв 56 матчей и забив 8 мячей.

## Достижения
Честерфилд
- Обладатель Большого кубка Дербишира[англ.]: 1920/21

## Статистика выступлений
| Клуб              | Сезон            | Дивизион                 | Лига | Лига | Кубок | Кубок | Прочие | Прочие | Итого | Итого |
| Клуб              | Сезон            | Дивизион                 | Игры | Голы | Игры  | Голы  | Игры   | Голы   | Игры  | Голы  |
| ----------------- | ---------------- | ------------------------ | ---- | ---- | ----- | ----- | ------ | ------ | ----- | ----- |
| Сандерленд        | 1920/21          | Первый дивизион          | 1    | 0    | 0     | 0     | —      | —      | 1     | 0     |
| Честерфилд        | 1920/21          | Мидлендская лига         | 1    | 0    | 0     | 0     | 2      | 2      | 3     | 2     |
| Честерфилд        | 1921/22          | Третий северный дивизион | 28   | 10   | 0     | 0     | —      | —      | 28    | 10    |
| Честерфилд        | Итого            | Итого                    | 29   | 10   | 0     | 0     | 2      | 2      | 31    | 10    |
| Манчестер Юнайтед | 1922/23          | Второй дивизион          | 5    | 2    | 0     | 0     | —      | —      | 5     | 2     |
| Брентфорд         | 1923/24          | Третий южный дивизион    | 25   | 5    | 3     |       | —      | —      | 28    | 5     |
| Брентфорд         | 1924/25          | Третий южный дивизион    | 27   | 2    | 1     | 1     | —      | —      | 28    | 3     |
| Брентфорд         | Итого            | Итого                    | 52   | 7    | 4     | 1     | —      | —      | 56    | 8     |
| Всего за карьеру  | Всего за карьеру | Всего за карьеру         | 87   | 19   | 4     | 1     | 2      | 2      | 93    | 20    |